# Pierre Pradier (homme politique)
Pour les articles homonymes, voir Pierre Pradier et Pradier.
Pierre Pradier, né le 2 juillet 1933 à Biarritz et mort le 25 avril 2003, est un médecin humanitaire et un homme politique français.

## Biographie

### Formation et engagement politique
Il a une éducation jésuite catholique.

### Médecin à Bayonne
Pierre Pradier obtient un poste d’anesthésiste à l’hôpital de Bayonne où il est parmi les premiers en France à créer un service d'aide médicale d'urgence (SAMU).
De 1975 à 1979, il rejoint l'association Médecins sans frontières, où il mène de nombreuses missions, en Asie et en Amérique du Sud.
Il effectue sa première mission à Beyrouth dans l'enclave chiite en 1975. Puis il participe avec Bernard Kouchner à l'opération « un bateau pour le Vietnam », opération de sauvetage des boat people en mer de Chine sur le bateau l’Ile de lumière. 
Des divergences apparaissent au sein de Médecins sans frontières à l'occasion de cette opération, certains la jugeant trop médiatique, Pierre Pradier quitte l’association pour co-fonder Médecins du Monde avec son confrère et ami Bernard Kouchner en mars 1980